# Одометрия
Одометрия или ходометрия (на старогръцки: ὁδός – „път“ и μέτρον – „мярка“ или „измерване на разстояние“) е метод за определяне на позицията и ориентацията (оценка на положението) на една мобилна система въз основа на данни за нейното движение. Например, при системи, задвижвани от колела, може да се използва броят на оборотите на колелата, докато за ходещи системи (напр. Роботи) може да се използва броят на крачките си. Устройството, което използва одометрия за оценка на местоположението, е одометър. Километражът при автомобилите също е вид одометър. Одометрията, заедно с определянето на курс и скорост, е основен метод за навигация за наземни превозни средства от всички видове (моторни превозни средства, роботи), но поради свойствените му грешки рядко се използва като единствен метод.

## Принцип
Броят {\displaystyle n} на оборотите на колело между две времена на измерване (например с инкрементални енкодери), заедно с известната обиколка на колелото {\displaystyle \pi \cdot d}, в която {\displaystyle d} представлява диаметъра на колелото, дават изминатия път {\displaystyle \Delta s}:
{\displaystyle \Delta s=\pi \cdot d\cdot n}.
Посоката на движение на превозното средство може да се определи чрез ъгъла на завиване на отделните колела, като правилото за изчисляване на ъгъла на завиване зависи от вида на шасито (управление на предния мост, управление на задния мост и др.).
Одометричните методи за измерване позволяват определяне на „относителна“ позиция, тъй като те работят само с разлики в пътя. За абсолютно определяне на позицията трябва да е известна поне една точка, към която могат да бъдат отнесени определените разлики в позиции. В едномерния случай (релсово превозно средство) се получава уравнението:
{\displaystyle s(t_{\mathrm {neu} })=s(t_{\mathrm {alt} })\!\ +\Delta s}.

## Разглеждане на грешките
Следните променливи могат да повлияят на точността на измерването на позицията:
- геометрия на колелото (ексцентричност, износване, неправилно измерване на диаметъра, напречен профил на колелото и др.)
- материал и въздушно налягане (профил, мекота на материала, мекота поради налягането на напомпване, температура, скорост)
- състояние на пътя или почвата (неравности, приплъзване)
- геометрия на шасито (допуски, неправилно измерване на разстоянията на колелата и кормилните устройства)
- тегло на автомобила (неравномерно разпределение: увеличен товар и деформация на отделните колела)
- вятър

Всички грешки са включени в разликата в позицията, която се добавя към последната известна позиция. По този начин грешките се сумират с всяка стъпка на измерване и колкото по-дълго трае измерването, толкова по-голямо е отклонението. Тази измерителна разлика (натрупваща се грешка) в изчислението на одометричната позиция е практически неизбежна, дори ако всички влияния на грешките са сведени до минимум.

## Приложение

### Автомобилна техника
Одометрията тук се отнася до функционалността, която определя позицията, ориентацията и състоянието на превозно средство в определени моменти. Като правило входните променливи са измерени променливи от шасито (въртене на колелото, посока), сензора за скорост на въртене (ESP/ABS) и кормилното управление (ъгъл на завиване на колелото, ъгъл на волана). Навигацията на превозното средство се използва като допълнение към GPS позиционирането, за да се преодолеят зоните без прием – като тунели – и да се подобрят резултатите от GPS приемника.
ETCS одометрията се използва за измерване на безопасно положение и скорост на влаковете.

### Роботика
В автономната роботика одометрията е един от най-простите и следователно един от най-често срещаните методи за локализация. Като правило, одометричните измервания се допълват от други сензори – обикновено лидар, ехолокация, радар, инерциални системи и GPS/RTK GNSS, за да се получат по-добри резултати.